# Studium Deluxe
Studium Deluxe ist eine im Jahr 2010 veröffentlichte Filmsatire über die Erhebung von Studiengebühren in Deutschland, die im Stil einer Teleshopping-Show gedreht wurde.

## Kurzeinführung
In dem Kurzfilm wird das Produkt des „Studium Deluxe“ – d. h. ein Studium mit Studiengebühren – von den beiden Moderatoren Nancy und Bob in Form einer Sendung der fiktiven Verkaufsshow-Reihe Bob’s Show vor einem begeisterten Saalpublikum in der überdrehten Verkaufstechnik des Teleshoppings als Garant für ewigen Reichtum, Schönheit und unendlichen Ruhm angepriesen.
Regisseur des 23-minütigen Kurzfilms war Florian Thomi. Die Hauptdarsteller sind Armin Hauser (Bob), Susanna Metzner (Nancy) und als Musterstudent Steffen Dargatz. Der Film war eine sogenannte »No Budget«-Produktion. Das Shooting begann 2007, der endgültige Schnitt wurde 3 Jahre später beendet.
An der fiktiven Verkaufsshow zum Produkt Studium Deluxe, die sich „ironisch-zynisch, aber doch subtil“ gegen Studiengebühren richtet, wirkten zahlreichen prominente Persönlichkeiten der Sparte Humor & Comedy in verschiedenen Kurzszenen mit, etwa Markus Maria Profitlich, Bettina Zimmermann oder Oliver Kalkofe, die in ihren eingeblendeten ‘Erfahrungsberichten’ das Produkt anpreisen.

## Hintergrund
Der Film entstand vor dem Hintergrund der studentischen Proteste gegen geplante Studiengebühren, als seinerzeit alle westdeutschen Bundesländer mit Ausnahme von Bremen, Rheinland-Pfalz und Schleswig-Holstein zwischen 2006 und 2007 allgemeine Studiengebühren in unterschiedlicher Höhe einführten, wovon ein Großteil der Studenten in Deutschland, insbesondere Westdeutschland betroffen waren.

## Rezeption
Der No-Budget-Film, an dem insgesamt über 200 Personen beteiligt waren, wurde bei vielen Festivals gezeigt und fand in Studentenzirkeln und in deutschen Medien allgemein eine positive Aufnahme.